# Brains-sur-les-Marches
Brains-sur-les-Marches est une commune française située dans le département de la Mayenne en région Pays de la Loire, peuplée de 276 habitants.
La commune fait partie de la province historique de l'Anjou (Haut-Anjou).

## Géographie
Commune située à l'ouest du département de la Mayenne (à une vingtaine de kilomètres de Craon), à côté de la forêt de La Guerche-de-Bretagne, limitrophe de l'Ille-et-Vilaine et non loin du Maine-et-Loire et de la Loire-Atlantique.

### Climat
Pour des articles plus généraux, voir Climat des Pays de la Loire et Climat de la Mayenne.
En 2010, le climat de la commune est de type climat océanique altéré, selon une étude du CNRS s'appuyant sur une série de données couvrant la période 1971-2000. En 2020, Météo-France publie une typologie des climats de la France métropolitaine dans laquelle la commune est exposée à un climat océanique et est dans la région climatique  Bretagne orientale et méridionale, Pays nantais, Vendée, caractérisée par une faible pluviométrie en été et une bonne insolation. 
Pour la période 1971-2000, la température annuelle moyenne est de 11,5 °C, avec une amplitude thermique annuelle de 13,6 °C. Le cumul annuel moyen de précipitations est de 732 mm, avec 12,5 jours de précipitations en janvier et 6,5 jours en juillet. Pour la période 1991-2020, la température moyenne annuelle observée sur la station météorologique de Météo-France la plus proche, sur la commune d'Arbrissel à 10 km à vol d'oiseau, est de 12,1 °C et le cumul annuel moyen de précipitations est de 718,7 mm,. Pour l'avenir, les paramètres climatiques de la commune estimés pour 2050 selon différents scénarios d'émission de gaz à effet de serre sont consultables sur un site dédié publié par Météo-France en novembre 2022.

## Urbanisme

### Typologie
Au 1er janvier 2024, Brains-sur-les-Marches est catégorisée commune rurale à habitat très dispersé, selon la nouvelle grille communale de densité à sept niveaux définie par l'Insee en 2022.
Elle est située hors unité urbaine. Par ailleurs la commune fait partie de l'aire d'attraction de La Guerche-de-Bretagne, dont elle est une commune de la couronne,. Cette aire, qui regroupe 11 communes, est catégorisée dans les aires de moins de 50 000 habitants,.

### Occupation des sols
L'occupation des sols de la commune, telle qu'elle ressort de la base de données européenne d’occupation biophysique des sols Corine Land Cover (CLC), est marquée par l'importance des territoires agricoles (99,9 % en 2018), une proportion identique à celle de 1990 (99,9 %). La répartition détaillée en 2018 est la suivante : 
terres arables (66,3 %), zones agricoles hétérogènes (19,7 %), prairies (13,9 %), forêts (0,1 %). L'évolution de l’occupation des sols de la commune et de ses infrastructures peut être observée sur les différentes représentations cartographiques du territoire : la carte de Cassini (XVIIIe siècle), la carte d'état-major (1820-1866) et les cartes ou photos aériennes de l'IGN pour la période actuelle (1950 à aujourd'hui).

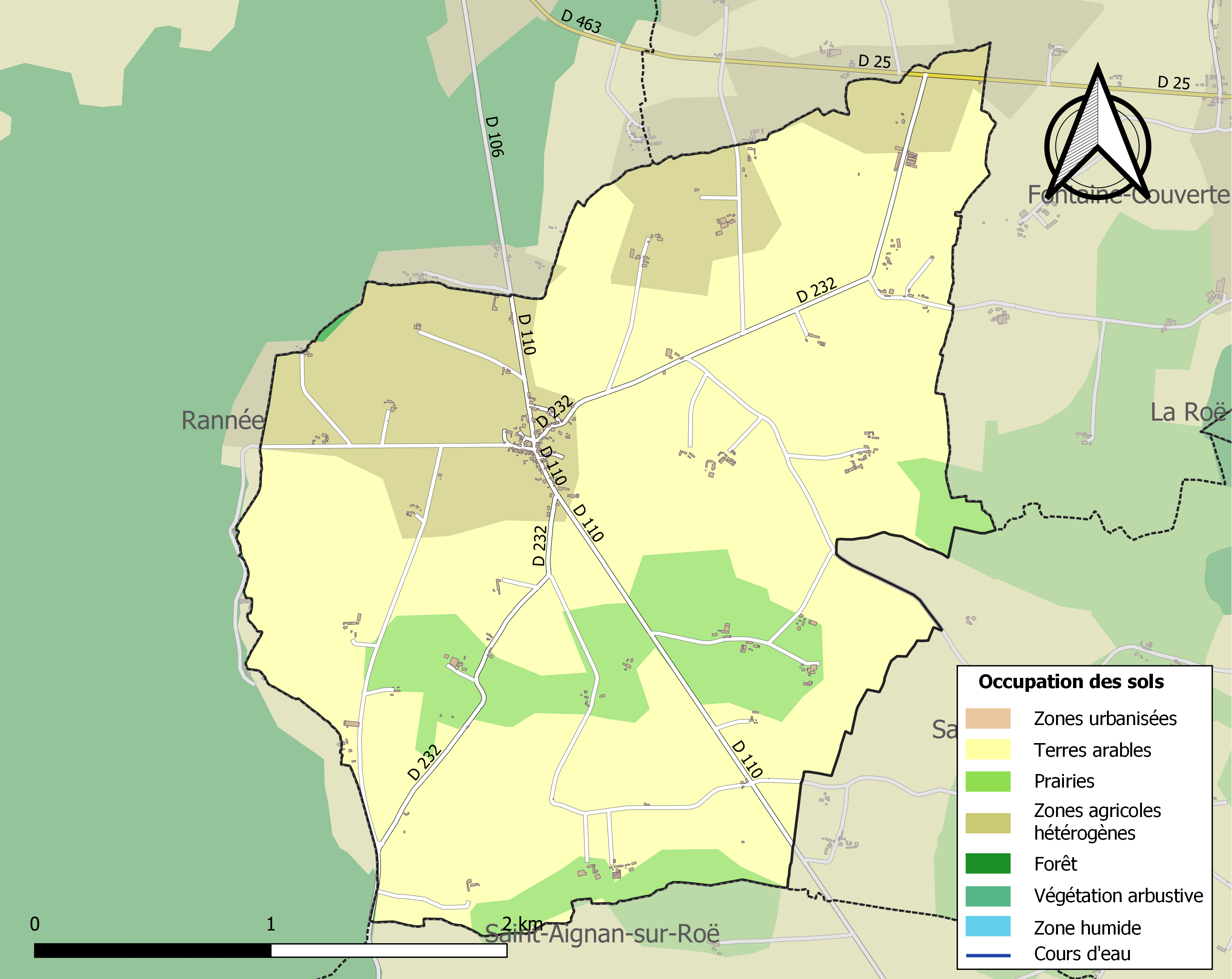
Carte des infrastructures et de l'occupation des sols de la commune en 2018 (CLC).

## Toponymie

### Attestations anciennes
- ad Bremium (XIe siècle)[13].
- de Breiamo (1119)[13].
- de Bremio (1136)[13].
- Brein (1307)[13].
- Bren (1351)[13].
- Brain-sur-les-Marches (1547)[13].

### Étymologie
Albert Dauzat, qui propose de lire *Brennum à la place de Bremium et rectifie la forme de 1136 en Brenno, rattache ce nom à la série des autres Brain(s), dérivés du nom de personne gaulois Brennus. Xavier Delamarre donne la même explication "(domaine de Brennos)" pour les Brain de Loire-Atlantique et d'Ille-et-Vilaine, ainsi que pour le Bren de la Drôme, mais il ne mentionne pas la commune de la Mayenne.
Le terme de « marches » fait référence aux marches d'Anjou et de Bretagne.
Le nom de Brains, de Bremis, fut porté par de nombreuses personnes citées au cartulaire de la Roë tout au long du XIIe siècle.

## Histoire
La commune est une ancienne paroisse du Haut-Anjou, située aujourd'hui dans la Mayenne angevine. Elle dépend aujourd'hui de l'arrondissement de Château-Gontier.

### Moyen Âge
Le chartrier de la Roë rédigea une charte au XVe siècle afin de faire valoir les intérêts du seigneur de Brécharnon (situé en Saint-Michel), attribuant à son ancêtre Albéric, vivant en 1119, la fondation de la paroisse de Brains-sur-les-Marches.

### Ancien Régime
Sous l'Ancien Régime, le fief de la baronnie angevine de Craon dépendait de la sénéchaussée principale d'Angers et du pays d'élection de Château-Gontier.

## Population et société

### Démographie
L'évolution du nombre d'habitants est connue à travers les recensements de la population effectués dans la commune depuis 1793. Pour les communes de moins de 10 000 habitants, une enquête de recensement portant sur toute la population est réalisée tous les cinq ans, les populations de référence des années intermédiaires étant quant à elles estimées par interpolation ou extrapolation. Pour la commune, le premier recensement exhaustif entrant dans le cadre du nouveau dispositif a été réalisé en 2004.
En 2022, la commune comptait 276 habitants, en évolution de +4,15 % par rapport à 2016 (Mayenne : −0,73 %, France hors Mayotte : +2,11 %).
| 1793 | 1800 | 1806 | 1821 | 1831 | 1836 | 1841 | 1846 | 1851 |
| ---- | ---- | ---- | ---- | ---- | ---- | ---- | ---- | ---- |
| 508  | 477  | 558  | 678  | 706  | 728  | 678  | 661  | 650  |

| 1856 | 1861 | 1866 | 1872 | 1876 | 1881 | 1886 | 1891 | 1896 |
| ---- | ---- | ---- | ---- | ---- | ---- | ---- | ---- | ---- |
| 591  | 660  | 631  | 641  | 603  | 584  | 620  | 624  | 626  |

| 1901 | 1906 | 1911 | 1921 | 1926 | 1931 | 1936 | 1946 | 1954 |
| ---- | ---- | ---- | ---- | ---- | ---- | ---- | ---- | ---- |
| 607  | 611  | 567  | 467  | 449  | 432  | 418  | 428  | 397  |

| 1962 | 1968 | 1975 | 1982 | 1990 | 1999 | 2004 | 2006 | 2009 |
| ---- | ---- | ---- | ---- | ---- | ---- | ---- | ---- | ---- |
| 423  | 353  | 293  | 220  | 224  | 229  | 233  | 235  | 229  |

| 2014 | 2019 | 2022 | - | - | - | - | - | - |
| ---- | ---- | ---- | - | - | - | - | - | - |
| 260  | 277  | 276  | - | - | - | - | - | - |

## Culture locale et patrimoine

### Lieux et monuments
- Église paroissiale.
- Statue du cardinal Suhard.

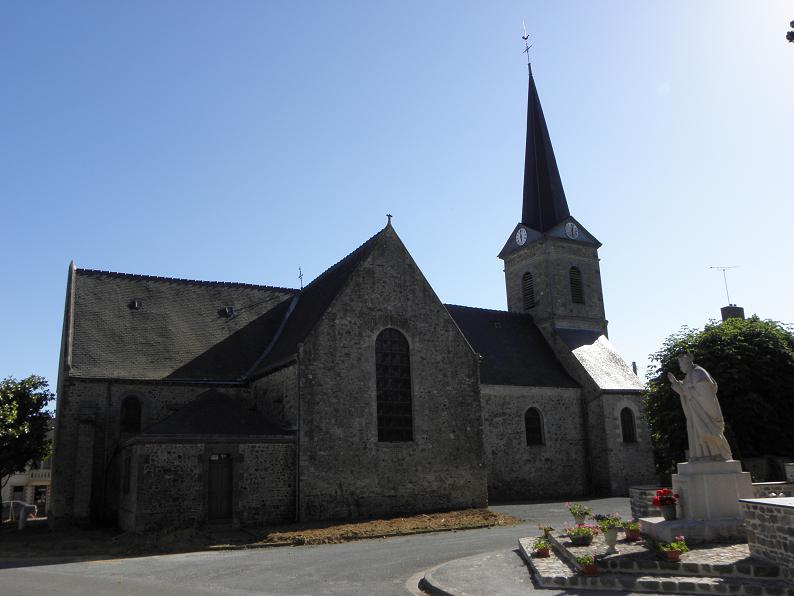
L'église paroissiale Saint-Pierre.
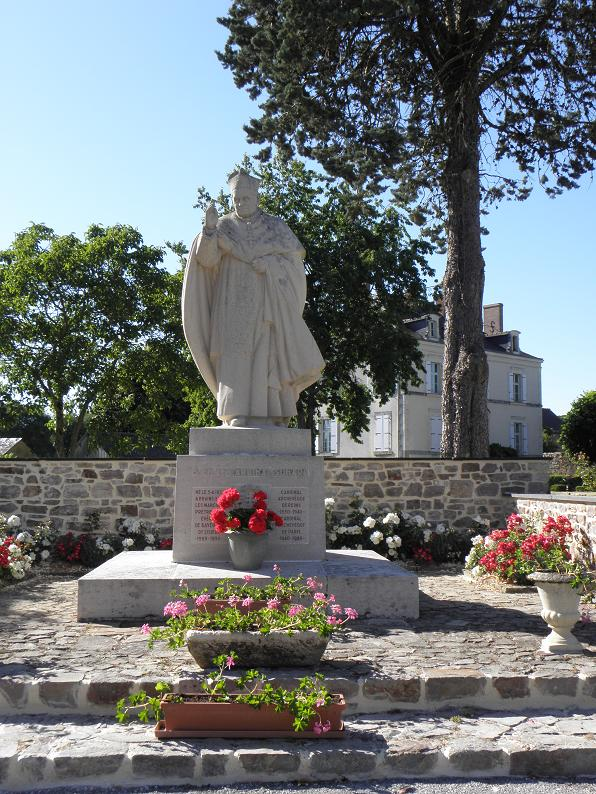
La statue du cardinal Suhard.

### Personnalités liées à la commune
- Le cardinal Suhard (1874 à Brains-sur-les-Marches - 1949 à Paris), cardinal archevêque de Paris. Fondateur de la Mission de France.